# Algoritmo de Sutherland-Hodgman
El algoritmo de Sutherland-Hodgman consiste en lo siguiente, iniciando por el conjunto inicial de vértices del polígono, primero recorta el polígono contra una frontera para producir una nueva secuencia de vértices, con esta nueva secuencia se recorta contra otra frontera y así sucesivamente con las restantes.
Los polígonos cóncavos se pueden desplegar con líneas ajenas cuando el polígono recortado debe tener dos o más secciones separadas. Lo cual requiere medidas adicionales en estos casos como por ejemplo dividir el polígono cóncavo en varios convexos y procesarlos por separado